# 鲁尔河
鲁尔河（德語：Ruhr，發音：[ʁuːɐ̯] ⓘ）是德国西部北莱茵-威斯特法伦州的一条中等河流，莱茵河的支流。它的源头在上绍尔兰县温特贝格附近的绍尔兰山区，海拔约670米，鲁尔河总长217千米，在海拔仅17米的杜伊斯堡汇入莱茵河下游，河口附近米尔海姆处的平均流量为每秒79立方米，以流量计算是莱茵河的第5大支流。
鲁尔河流经的欧洲最大工业区鲁尔区因此河而得名。鲁尔河水质很好，经处理后成为饮用水。

## 流域

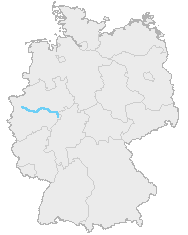
鲁尔河在德国的位置

鲁尔河发源于绍尔兰山区海拔695.7米的鲁尔山北麓，源头位于海拔674米。鲁尔河主要是由东向西流向，流经奥尔斯贝格、梅舍德、阿恩斯贝格、弗伦登贝格、门登、伊瑟隆、施韦尔特、多特蒙德、哈根、黑尔德克、鲁尔河畔韦特、波鸿、哈廷根、埃森、米尔海姆、奥伯豪森和杜伊斯堡等城市，并在杜伊斯堡汇入莱茵河，河口海拔仅17米，鲁尔河总长217千米。
鲁尔河与鲁尔河河谷的险峻山峰，在古代成为保护鲁尔河沿岸南北商路的天然屏障，沿岸山峰上建造有不计其数的城堡和贵族府邸，其中米尔海姆的布罗赫城堡是阿尔卑斯山以北现存最早的中世纪早期、卡洛林王朝后期的军事建筑，其它城堡则分别属于科隆大主教、马克伯爵、贝格大公和林堡伯爵。

## 鲁尔河与鲁尔区

1834年时的鲁尔河沿岸工厂

早在工业革命前，鲁尔河河谷地区已发展有各种手工业，鲁尔河的水力资源为这些产业提供了方便。约1650年，在米尔海姆发展起了皮革制造业，并在1920年达到空前的50家企业。18世纪鲁尔河通航。
鲁尔区的名字来源于鲁尔河，指鲁尔河以北的城市群，鲁尔河同鲁尔区的工业发展历史，尤其与采矿业息息相关。鲁尔区原先即是指鲁尔河沿岸的采矿区，由于鲁尔河以北地区煤矿资源丰富，采煤业在鲁尔河河谷地区发展起来，米尔海姆、维滕和韦特是鲁尔河沿岸早期工业化的中心，直到19世纪扩展到鲁尔河的中下游地区。
19世纪后半叶，随着采矿技术的发展，埋在山脉下更深层的煤矿也能够被开采了，采矿业随之逐渐北移，20世纪早期鲁尔区指鲁尔河以北发展迅猛的工业区。约1930年起鲁尔区成为以山区工业为特色的地区，鲁尔河与利珀河之间受采矿业影响的整个地区都被称为鲁尔区。

## 交通和水利
鲁尔河从河口到米尔海姆有一条国家级通航运河，从米尔海姆起是一条州级水路，在杜伊斯堡与莱茵河-黑尔讷运河相连。鲁尔河河口的杜伊斯堡-鲁尔奥尔特港是欧洲最大的内陆港口，总面积10平方千米。鲁尔河左岸建有铁路线，右岸则是公路。
鲁尔河水量充足，沿岸有不计其数的水力发电站，总发电量约85000千瓦。鲁尔河水质良好，是流域内约220万人口的饮用水和生活用水来源，每年提供饮用水约5.1亿立方米。